# Leon (patriarcha Aleksandrii)
Leon – prawosławny patriarcha Aleksandrii w latach 1052–1059.